# Penc
Penc est un village et une commune du comitat de Pest en Hongrie.